# Nibles
 Nibles  es una población y comuna francesa, situada en la región de Provenza-Alpes-Costa Azul, departamento de Alpes de Alta Provenza, en el distrito de Forcalquier y cantón de La Motte-du-Caire.

## Demografía
| 163 | 159 | 175 | 174 | 168 | 149 | 172 | 153 | 141 | 137 | 124 | 103 | 104 | 107 | 119 | 110 | 100 | 100 | 100 | 83 | 76 | 84 | 79 | 71 | 55 | 53 | 42 | 35 | 33 | 43 | 51 | 42 |
| Para los censos de 1962 a 1999 la población legal corresponde a la población sin duplicidades (Fuente: INSEE [Consultar]) |     |     |     |     |     |     |     |     |     |     |     |     |     |     |     |     |     |     |    |    |    |    |    |    |    |    |    |    |    |    |    |